# Black Ingvars
Black Ingvars är ett svenskt humoristiskt hårdrocksband  från Göteborg som gjort sig känt genom att göra hårdrockscovers på sånger ur flera olika genrer, som barnvisor, dansbandslåtar, poplåtar, julsånger och gospel. De har släppt ett gospelalbum med titeln Heaven Metal. De har bland annat tolkat flera Melodifestivalbidrag. Gruppen består av Anders Möller (som tidigare har varit med i Swedish Erotica), Magnus Tengby, Leif Larsson och Nisse Nordin. 
Black Ingvars kom på femte plats i Melodifestivalen 1998 med låten Cherie. Trots hårdrocken ställde bandet upp i Dansbandskampen 2009.
Black Ingvars har specialiserat sig på att göra enklare "Mash Ups". De spelar kända dansbands-, barn- och schlagerlåtar arrangerat ihop med musiken från kända hårdrockslåtar.
Till exempel bygger de Astrid Lindgrens Sjörövar-Fabbe på Dios Holy Diver, Lena Philipssons Dansa i neon på Europes The Final Countdown, Björn Afzelius Tusen bitar på Metallicas Nothing Else Matters och Black Jacks Inget stoppar oss nu på The Arrows I Love Rock 'n' Roll.

## Medlemmar
- Anders Möller – sång, gitarr
- Magnus Tengby – sång, gitarr
- Leif Larsson – basgitarr
- Niels "Nisse" Nordin – trummor
- Dan Helgesen – piano
- Henrik Ohlin – basgitarr

## Diskografi

### Studioalbum
- 1995 – Earcandy Six
- 1995 – Earcandy Five
- 1997 – Sjung och var glad med Black-Ingvars
- 1998 – Schlager Metal
- 1999 – Heaven Metal
- 2000 – Kids Superhits
- 2000 – The Very Best of dansbandshårdrock
- 2001 – Sjung och var glad med Black-Ingvars 2

### Singlar
- 2011 – "Om"
- 2014 – "The Fox"
- 2016 – "Take on Me"